# Benjamin Henrichs
Benjamin Henrichs, född 23 februari 1997, är en tysk fotbollsspelare som spelar för RB Leipzig.

## Klubbkarriär
Henrichs började spela fotboll i Bayer Leverkusen som sjuåring. Henrichs debuterade i Bundesliga den 20 september 2015 i en 3–0-förlust mot Borussia Dortmund, där han blev inbytt i den 78:e minuten mot Karim Bellarabi.
Den 28 augusti 2018 värvades Henrichs av Monaco, där han skrev på ett femårskontrakt. Den 8 juli 2020 lånades Henrichs ut till RB Leipzig på ett låneavtal över säsongen 2020/2021. Den 12 april 2021 utnyttjade en köpoption i låneavtalet och värvades Henrichs på ett fyraårskontrakt med start den 1 juli 2021.

## Landslagskarriär
Den 11 november 2016 debuterade Henrichs för Tysklands landslag i en 8–0-vinst över San Marino. Henrichs var med i Tysklands trupp som vann Confederations Cup 2017.
Vid olympiska sommarspelen 2020 i Tokyo spelade Henrichs samtliga tre gruppspelsmatcher, där Tyskland blev utslagna i gruppspelet.